# Gordon Bashford
Gordon Dennis Bashford (27 tháng 8 năm 1916 - 21 tháng 9 năm 1991) là một kỹ sư thiết kế xe hơi người Anh. Bashford đóng một vai trò quan trọng trong thiết kế của hầu hết các xe Rover và Land Rover sau chiến tranh.

## Nghề nghiệp

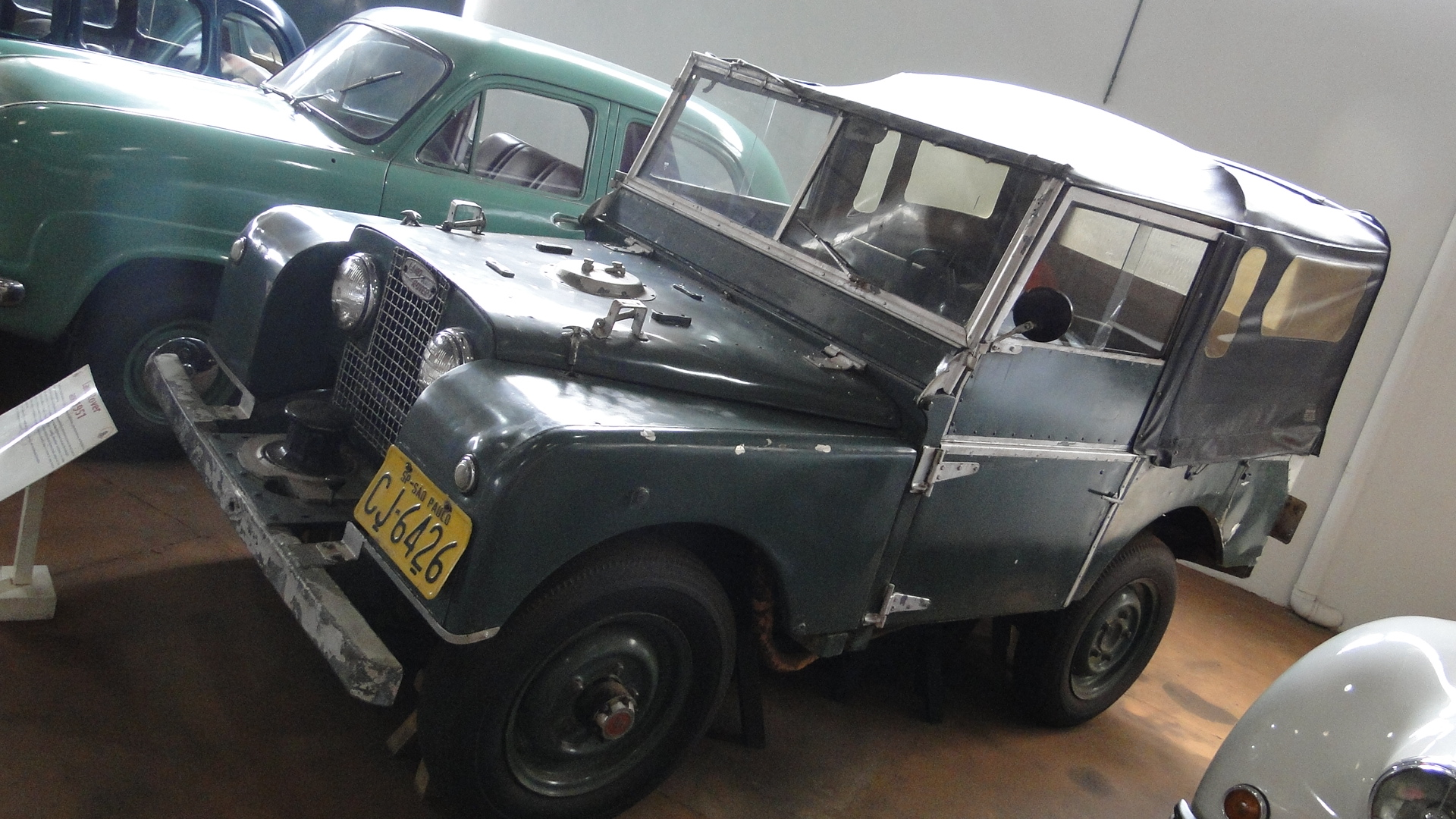
Land Rover

Bashford gia nhập Công ty Rover lúc 14 tuổi với tư cách là người học việc vào năm 1930. Và cũng là người thiết kế chiếc xe địa hình Land Rover mang tính cách mạng của Rover được ra mắt tại Amsterdam Motor Show năm 1948.
Sau Land Rover, Bashford đã tham gia vào việc phát triển một loạt những chiếc xe Rover mang phong cách David Bache, kể cả P4. Với tư cách là nhà thiết kế chính của khung gầm và thân xe cho P6 và SD1, Bashford đã thắng giải Xe hơi châu Âu năm 1977.
Bashford nghỉ hưu năm 1981.